# President van Singapore
De president van Singapore is het staatshoofd van de republiek Singapore. De president heeft de uitvoerende macht maar in de praktijk is deze in handen van het kabinet en de premier. De huidige president is Tharman Shanmugaratnam, die in september 2023 verkozen werd. De ambtstermijn van de president bedraagt zes jaar.

## Geschiedenis
Het ambt van president werd gecreëerd in 1965 toen Singapore een republiek werd bij het verlaten van de federatie Maleisië. Het ambt werd de vervanger van de Yang di-Pertuan Negara, het staatshoofd dat werd aangeduid sinds 1959 toen Singapore onafhankelijk werd. De laatste Yang di-Pertuan Negara, Yusof Ishak, werd ook de eerste president.
Voor 1993 werd de president verkozen door het parlement, maar door een grondwetswijziging in 1991 werd het ambt ingevuld na een verkiezing van het volk. Sinds deze wijzigingen heeft de president ook de macht om functionarissen te benoemen in bepaalde functies.

## Macht
De macht van de president kan worden opgedeeld in de macht die ze zelf kunnen uitvoeren en de uitvoerende macht waarbij ze het advies van het Kabinet van Ministers en de premier moeten volgen. Voor macht die president zelf kan uitoefenen is hij voor enkele zaken verplicht om de "Council of Presidential Advisers" te raadplegen, voor andere is dit niet verplicht en kan hij volledig autonoom beslissingen nemen.
Op aangeven van de regering benoemt de president verschillende belangrijke functies binnen het bestuur van Singapore, zoals de procureur-generaal, het hoofd van de politie en de leider van het leger. Dit kan hij echter niet zonder het advies van de regering en de premier. Het aanduiden van de premier is ook de taak van de president; hierbij wordt wel gekozen voor een parlementslid die een meerderheid heeft in het parlement. Meestal is dit de voorzitter van de grootste partij binnen het verkozen parlement.

## Opvolging
Indien de president niet meer kan besturen wordt de macht overgenomen door de voorzitter van de Raad van Presidentiële Raadgevers. Indien deze functionaris niet beschikbaar is, zal de voorzitter van het parlement optreden als waarnemend president. In het geval dat beide personen de rol niet kunnen opnemen zal de presidentiële macht worden overgenomen door een persoon die wordt aangeduid door het parlement.

## Lijst van presidenten
| Portret | Naam                                                    | Begin termijn     | Einde termijn                  | Verkozen                       |
| --- | ------------------------------------------------------- | ----------------- | ------------------------------ | ------------------------------ |
| | Yusof Ishak 尤索夫·宾·伊萨 யூசோஃப் பின் இஷாக் يوسف بن إسحاق    | 9 augustus 1965   | 23 november 1970               | Verkozen door het parlement    |
| In de tussenperiode werd de voorzitter van het parlement aangeduid als waarnemend president. |                                                         |                   |                                |                                |
| | Benjamin Sheares 本杰明·薛尔思 பெஞ்சமின் ஹென்றி ஷியர்ஸ்           | 2 januari 1971    | 12 mei 1981                    | Verkozen door het parlement    |
| In de tussenperiode werd de voorzitter van het parlement aangeduid als waarnemend president. |                                                         |                   |                                |                                |
| | C.V. Devan Nair சி.வி தேவன் நாயர் 琴加拉·维蒂尔·德万·奈尔     | 23 oktober 1981   | 28 maart 1985                  | Verkozen door het parlement    |
| In de tussenperiode werd het presidentschap 2 dagen waargenomen door de Opperrechter die werd aangeduid door het parlement en de overige tijd werd de parlementsvoorzitter waarnemend president. |                                                         |                   |                                |                                |
| | Wee Kim Wee 黄金辉 வீ கிம் வீ                               | 2 september 1985  | 1 september 1993               | Verkozen door het parlement    |
| | Ong Teng Cheong 王鼎昌 ஓங் டெங் சியோங்                        | 1 september 1993  | 31 augustus 1999               | Verkozen door het volk in 1993 |
| | S. R. Nathan 塞拉潘·纳丹 செல்லப்பன் ராமனாதன்                   | 1 september 1999  | 31 augustus 2005               | Verkozen door het volk in 1999 |
| 1 september 2005 | S. R. Nathan 塞拉潘·纳丹 செல்லப்பன் ராமனாதன்                   | 31 augustus 2011  | Verkozen door het volk in 2005 |                                |
| | Dr Tony Tan Keng Yam 陈庆炎 டோனி டான் கெங் யாம்                 | 1 september 2011  | 31 augustus 2017               | Verkozen door het volk in 2011 |
| Tijdens de overgangsperiode werd het presidentschap waargenomen door de voorzitter van de Raad van Presidentiële Raadgevers.                                                                     |                                                         |                   |                                |                                |
| | Halimah Yacob 哈莉玛·雅各布 ஹலிமா பின்தி யாகொப் حليمه بنت يعقوب | 14 september 2017 | 14 september 2023              | Verkozen door het volk in 2017 |
| | Tharman Shanmugaratnam 尚达曼 தர்மன் சண்முகரத்தினம்            | 14 september 2023 | heden                          | Verkozen door het volk in 2023 |